# Bulbophyllum inauditum
Bulbophyllum inauditum är en orkidéart som beskrevs av Rudolf Schlechter. Bulbophyllum inauditum ingår i släktet Bulbophyllum och familjen orkidéer. Inga underarter finns listade i Catalogue of Life.